# Pseudocoremia fluminea
Pseudocoremia fluminea är en fjärilsart som beskrevs av Alfred Philpott 1926. Pseudocoremia fluminea ingår i släktet Pseudocoremia och familjen mätare. Inga underarter finns listade i Catalogue of Life.